# Alexandra Zimmermann
Alexandra Zimmermann é uma cientista da conservação especializada em resolução de conflitos na conservação da vida selvagem com base em Oxford, Inglaterra, Reino Unido. É conhecida por fundar o Grupo de Trabalho de Conflito Humano-Vida Selvagem da IUCN e também é pesquisadora da Unidade de Pesquisa de Conservação da Vida Selvagem da Universidade de Oxford (WildCRU). Zimmermann também é consultora sénior do Programa de Vida Selvagem Global do Banco Mundial. Ela publicou mais de 50 artigos de pesquisa.